# Athens (Wisconsin)
Athens es una villa ubicada en el condado de Marathon en el estado estadounidense de Wisconsin. En el Censo de 2010 tenía una población de 1.105 habitantes y una densidad poblacional de 173,43 personas por km².

## Geografía
Athens se encuentra ubicada en las coordenadas 45°2′5″N 90°4′45″O / 45.03472, -90.07917. Según la Oficina del Censo de los Estados Unidos, Athens tiene una superficie total de 6.37 km², de la cual 6.37 km² corresponden a tierra firme y (0%) 0 km² es agua.

## Demografía
Según el censo de 2010, había 1.105 personas residiendo en Athens. La densidad de población era de 173,43 hab./km². De los 1.105 habitantes, Athens estaba compuesto por el 96.2% blancos, el 0.18% eran afroamericanos, el 0.18% eran amerindios, el 0.18% eran asiáticos, el 0% eran isleños del Pacífico, el 2.44% eran de otras razas y el 0.81% pertenecían a dos o más razas. Del total de la población el 4.89% eran hispanos o latinos de cualquier raza.